# 649 до н. е.

## Події
Цар Еламу Таммаріту, повалений своїм сановником Індабігашем, втікає до Ассирії.